# Kanagonon
Kanangonon est une localité du centre de la Côte d'Ivoire, et appartenant au département de Katiola, Région de la Vallée du Bandama. La localité de Kanangonon est un chef-lieu de commune.